# Giovanni Polli
Giovanni Polli (Milán, 1 de octubre de 1812-14 de junio de 1880) fue un médico italiano.
Tomó el título de doctor en la Universidad de Pavía y se dedicó particularmente al estudio de la química biológica, sobre la cual publicó interesantes opúsculos. Redactó, además, los Annali di chimica applicata alla medicina.
Fue un entusiasta propagandista de la cremación de cadáveres, habiendo inventado, con el doctor Clericetti, un horno crematorio.
Publicó además un Ensayo de fisiognomía y patognomía (Milán, 1837)